# Нофим
Нофи́м (ивр. נופים‎) — израильское поселение в западной части Самарии, основанное в 1986 году группой светских евреев. Находится в 20 минутах езды от Рош-ха-Аин и в 15 минутах езды от Ариэля, в 30 километрах к востоку от Тель-Авива. К северу от посёлка расположен заповедник Нахаль-Кана. Нофим относится к региональному совету Шомрон.
Поселение построено на территории, объявленной в 1982 году государственными землями.

## Население
По данным Центрального статистического бюро Израиля, население на начало 2020 года составляло 864 человека.